# Lanyon Quoit

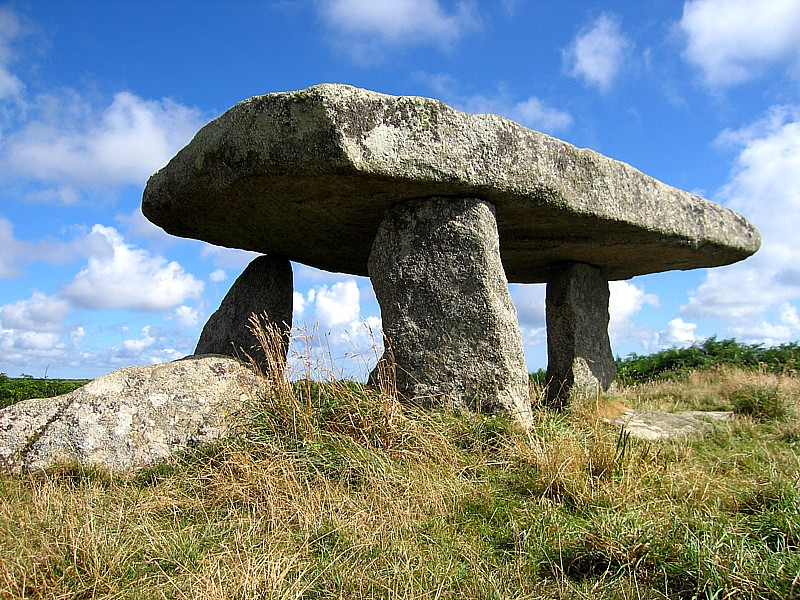
Lanyon Quoit v současnosti

Lanyon Quoit je dolmen, čili gigantický kamenný stůl, v západním Cornwallu v jihozápadní Anglii. Nachází se vedle cesty vedoucí z Madronu do Morvahu. V 18. století byla struktura údajně vysoká natolik, že se pod ni vešel muž sedící na koni. Vrchní kámen byl posazen 2,1 metru vysoko a jeho rozměry se pohybovaly okolo 2,7 x 5,3 metru; vážil 13,5 tuny. Monument pravděpodobně dříve sloužil jako pohřební místo, či mauzoleum.

## Dějiny
V roce 1815 byl Lanyon Quoit zasažen bleskem. Zásah zapříčinil jeho sesun a rozlomení jednoho nosného kamene vejpůl. V následujících devíti letech byl místními obyvateli vybrán dostatek financí, aby mohl být dolmen opět vrácen na své původní místo. V současné době podpírají vrchní kámen už jen tři nosné balvany a celý monument je nižší než dříve.
Před pádem monumentu byl vrchní kámen uložen tak, že rohy mířily do všech světových stran. Kvůli tomu se historikové a archeologové domnívají, že místo mohlo být dříve užíváno k různým rituálům.